# Oetz

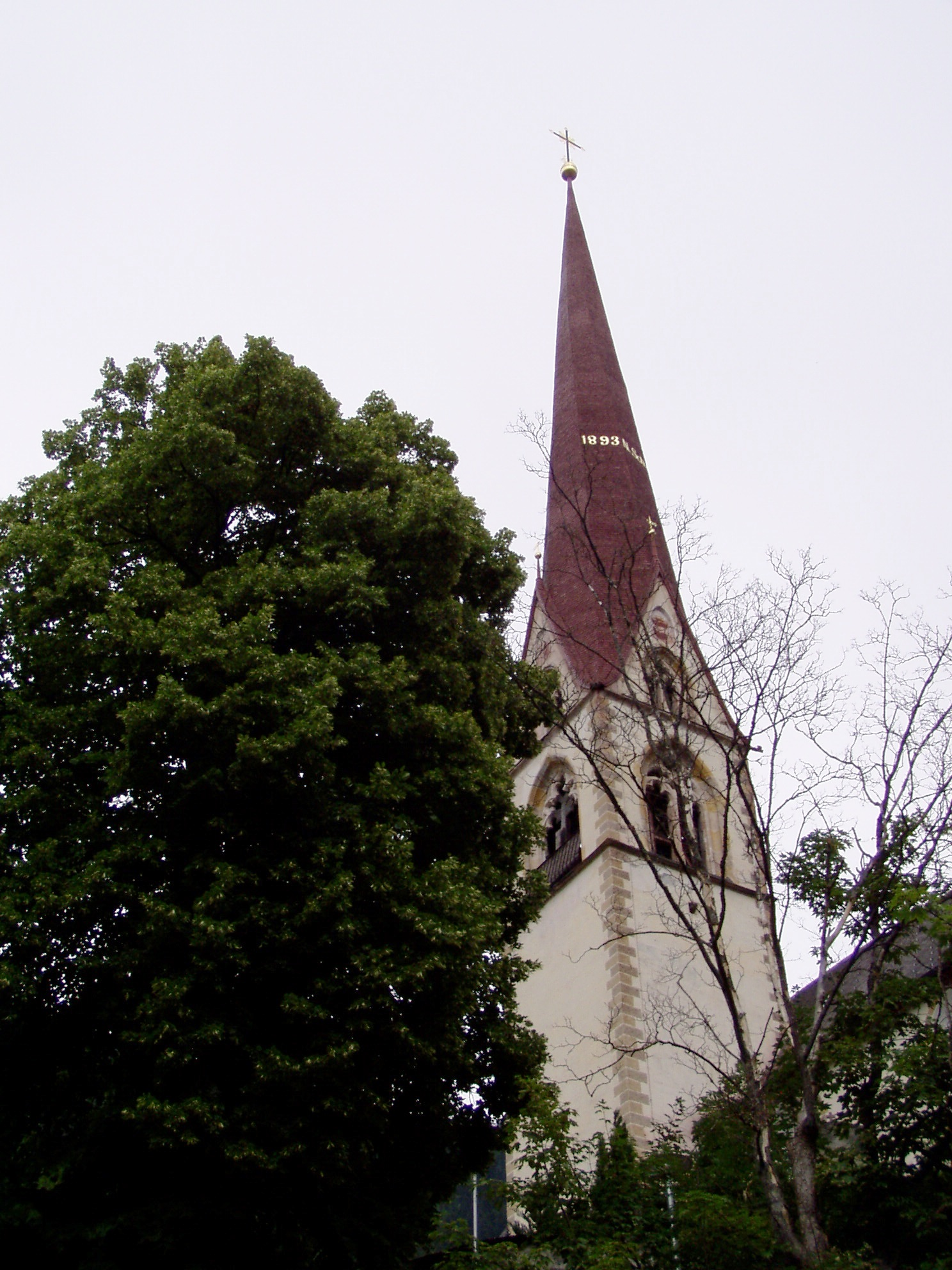
Clocher de l'église

Oetz est une petite ville d'Autriche située dans l'Ötztal, vallée affluente de l'Inn dans le Tyrol.

## Histoire
Oetz fut durant de nombreux siècles la capitale administrative du Comté de l'Ötztal avec le Château de Petersberg qui fut la résidence de Comte de l'Ötztal de 1298 à 1790. C'est de cette histoire que la vallée de l'Otztal porte son nom.

## Lieux et monuments
- Village essentiellement touristique, Oetz possède des maisons décorées de fresques.
- L'église Saint Georges et Saint Nicolas domine le village, elle possède un clocher tors qui date de 1893 (inscription dorée sur la flèche), et est décorée à l'intérieur selon le style baroque.
- À proximité du village, on trouve le lac Piburger (Piburger See), un des lacs les plus chauds du Tyrol.

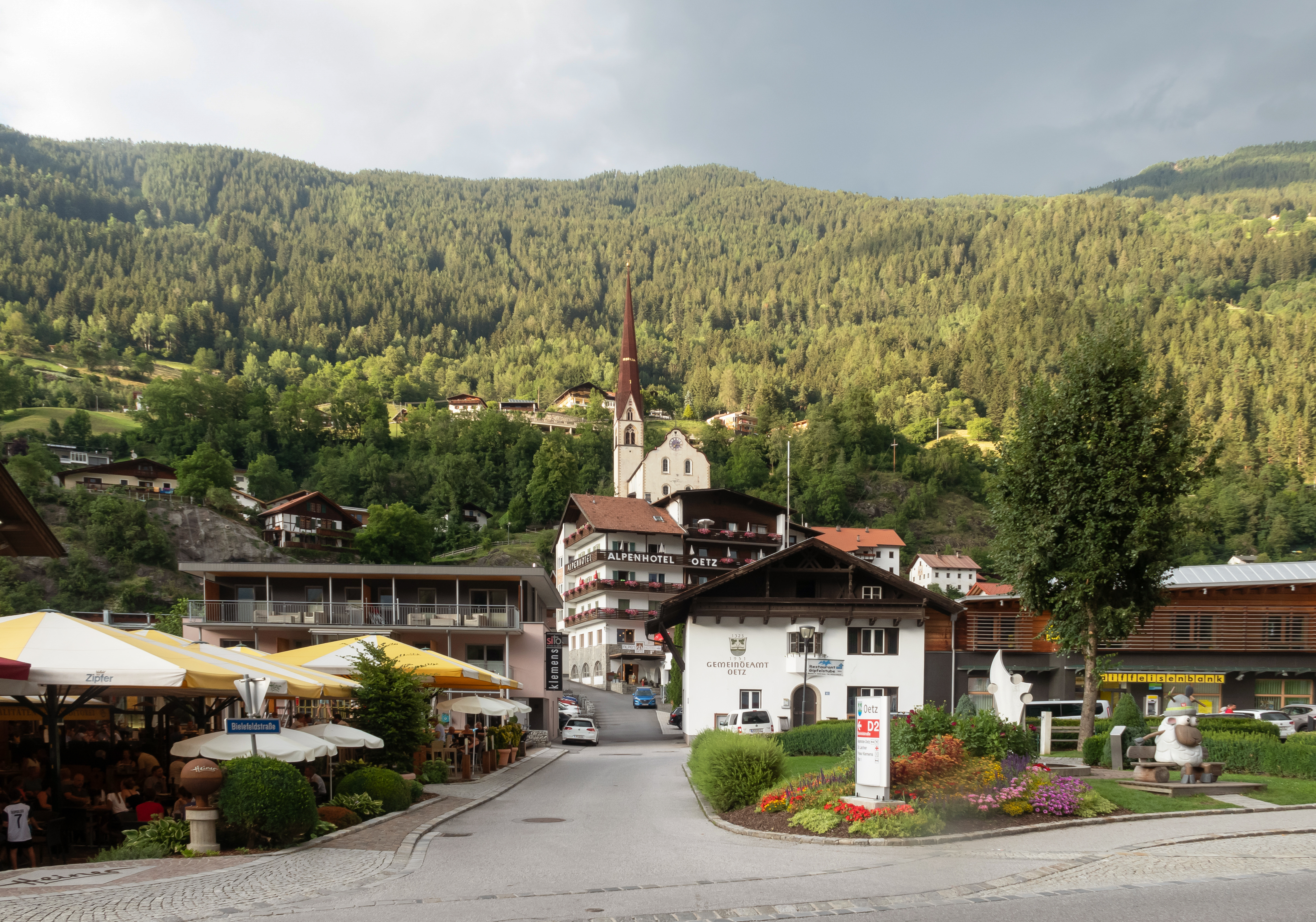
Oetz, vue sur la Bielefeldstrasse

## Personnalités liées à la commune
- Miroslav Tyrš, fondateur du Sokol, y est mort par noyade.
- Frédéric de Montalban, premier comte de l'Ötztal.